# Kaskada (żonglerka)

Kaskada

Kaskada to jeden z najprostszych trików przy użyciu trzech piłeczek wykonywany przez żonglera. Notacja pozwalająca zapisywać większość żonglerskich trików za pomocą cyfr to siteswap – kaskada oznaczona jest cyfrą „3”. Przeciwna do niej jest kaskada odwrotna. 

## Wykonywanie kaskady
Podrzucamy do środka piłeczkę z ręki, w której trzymamy dwie piłeczki, gdy spada wyrzucamy z drugiej ręki piłeczkę „pod” spadającą i łapiemy tę, która spada. Czynność powtarzamy dowolną liczbę razy.